# Судиловка
Судиловка (укр. Судилівка) — река в Шептицком районе Львовской области в Луцком районе Волынской области, Украина. Левый приток Стыра (бассейн Днепра).
Истоки расположены к югу от села Стоянов. Течёт в южной части Гороховской возвышенности (западная часть Волынской возвышенности) преимущественно на восток. Впадает в Стыр к юго-западу от города Берестечко.
Длина реки 27 км, площадь бассейна 290 км². Речная долина слабовыраженная. Пойма местами заболочена, шириной до 500 м. Ширина реки на отдельных участках до 10-12 м, глубина до 1-1,5 м. Уклон 1,4 м/км. В верхнем течении река канализирована.
Наибольший приток — Выгода (правый).